# 10717 Dickwalker
10717 Dickwalker (1983 XC) là một tiểu hành tinh vành đai chính được phát hiện ngày 1 tháng 12 năm 1983 bởi E. Bowell ở Trạm Anderson Mesa thuộc đài thiên văn Lowell.